# Alcalde de Portoviejo
El Alcalde de Portoviejo es la máxima autoridad administrativa y política de la ciudad de Portoviejo y del cantón. Es la cabeza del cabildo y representante del municipio, lidera el poder ejecutivo del gobierno municipal. El primer representante de esta dignidad fue Antonio Menéndez.
La sede del Gobierno Municipal está en el Palacio Municipal ubicado en la Calle Bolívar entre Olmedo y Morales, junto al Parque Central "Vicente Amador Flor" de la ciudad de Portoviejo.
El actual Alcalde de la ciudad es Agustín Casanova Cedeño, miembro del movimiento Sociedad Unida Más Acción, designado por sufragio en las elecciones seccionales de 2014, tomó posesión del cargo el 15 de mayo de 2014.

## Lista de Alcaldes de Portoviejo
A continuación se enlistan los 5 últimos alcaldes de Portoviejo:
| Periodo           | Alcalde                 |
| 2000 - 2005       | Alberto Lara Zevallos   |
| 2005 - 2009       | Patricia Briones        |
| 2009 - 2014       | Humberto Guillem        |
| 2014 - 2022       | Agustín Casanova Cedeño |
| 2022 - Actualidad | Jarvier Pincay          |